# Chrysolina platypoda
Chrysolina platypoda é uma espécie de artrópode pertencente à família Chrysomelidae.